# Phoniocercus pictus
Espèce
Synonymes
- Bothriurus karschi Mello-Leitão, 1934

Phoniocercus pictus est une espèce de scorpions de la famille des Bothriuridae.

## Distribution
Cette espèce est endémique du Chili. Elle se rencontre dans les régions du Biobío, d'Araucanie, des Fleuves et des Lacs.

## Description
L'holotype mesure 33 mm.

## Publication originale
- Pocock, 1893 : A contribution to the study of neotropical scorpions. Annals and Magazine of Natural History, sér. 6, vol. 12, p. 77–103 (texte intégral).